# Domenico Mittica
Domenico Mittica (Sant'Ilario dello Ionio, 11 luglio 1894 – Greggio, 12 gennaio 1944) è stato un generale e politico italiano, veterano della prima guerra mondiale, della guerra d'Etiopia e della guerra di Spagna, si distinse anche durante la seconda guerra mondiale combattendo durante la campagna di Grecia e quella di Russia. Dopo la caduta del fascismo aderì alla Repubblica Sociale Italiana, entrando nella Guardia Nazionale Repubblicana e fu uno dei giudici del processo di Verona contro sei membri del Gran consiglio del fascismo che, nella seduta del 25 luglio 1943, avevano sfiduciato il Duce dalla carica di Presidente del Consiglio. Decorato con quattro Medaglie d'argento, una di bronzo e tre Croci di guerra al valor militare.

## Biografia
Nacque a Sant'Ilario dello Ionio, provincia di Reggio Calabria, l'11 luglio 1894, figlio di Giuseppe e di Teresa Palmisani. Arruolatosi nel Regio Esercito dopo l'entrata in guerra del Regno d'Italia, avvenuta il 24 maggio 1915, come sottotenente di complemento arriva in zona di operazioni il 17 agosto. Il 3 giugno 1916, inquadrato nel 212º Reggimento fanteria "Pescara", cade prigioniero di guerra durante la battaglia del Monte Cengio, decorato con la prima Croce di guerra al valor militare. Liberato dopo la fine della guerra, rientra in Patria il 26 novembre 1918, e nell'aprile 1920 si iscrive alla facoltà di ingegneria dell'università di Messina. Alla fondazione del Fascio di Reggio Calabria, avvenuta il 3 ottobre 1920 aderisce al movimento fascista e l'anno seguente si trasferisce a Torino, dove successivamente si laurea in ingegneria presso il locale Politecnico. Partecipa alla Marcia su Roma, e subito dopo si arruola nella Milizia Volontaria Sicurezza Nazionale (M.V.S.N.). Sul finire del 1925 viene nominato segretario del GUF torinese, incarico che ricoprì fino alla fine del 1929, quando fu sostituito da Guido Pallotta. Durante l'incarico di segretario e tra i promotori del periodico del Guf torinese, Rivista Universitaria.
Nel 1931 viene nominato componente del Direttorio del Fascio, e nel 1933 è fra gli organizzatori dei Giochi mondiali universitari. Allo scoppio della guerra d'Etiopia, il 23 settembre 1935 parte volontario per l'Africa Orientale Italiana con il grado di seniore, in forza al comando della 4ª Divisione CC.NN 3 Gennaio. Partecipa alla battaglia dell'Amba Aradam che aprì le porte all’ingresso del 1º Corpo d’armata sull'Amba Alagi. Decorato con una seconda Croce di guerra al valor militare, assume poi il comando del 215º Battaglione CC.NN., che mantiene fino al termine delle operazioni.
Al suo rientro a Torino assume il comando della 1ª Legione universitaria "Principe di Piemonte". Sposato, e con un figlio, poco dopo parte nuovamente volontario per combattere nella guerra di Spagna al comando del I Battaglione "Sierra Avila" del 1º Reggimento "Frecce azzurre" dell'omonima divisione. Prende parte alla battaglia dell'Ebro, distinguendosi nel combattimento di Mirablanca (28 marzo 1938), e promosso Console per meriti di guerra rientra in Italia decorato con tre Medaglie d'argento e una di bronzo al valor militare.
Rientrato in Italia nel 1939, riprende il comando della 1ª Legione universitaria ed entra a far parte del Direttorio del Fascio di Torino. Per la sua carriera quasi ventennale nel Partito Nazionale Fascista gli viene concessa la Sciarpa Littorio.
La partecipazione del Regno d'Italia alla seconda guerra mondiale comporta il suo richiamo in servizio nella MVSN, per assumere il comando della 45ª Legione CC.NN d'Assalto "Alto Adige" che sbarcò a Durazzo il 30 dicembre 1940. Inquadrata nella 11ª Divisione fanteria "Brennero", parte del XXV Corpo d'armata, la legione partecipa ai combattimenti sul fronte sud. Nel corso dell'offensiva lanciata dall'esercito greco su Tepeleni (9-12 febbraio 1941), la sua legione assieme al 231° e 232º Reggimento fanteria, oppone una strenua resistenza. La Divisione "Brennero" che nel corso della battaglia dell'Epiro, iniziata il 7 aprile e conclusasi il 23 dello stesso mese, rompe le difese nemiche del Kurvelesh dopo quattro giorni di furenti combattimenti. Con la caduta in mano tedesca di Salonicco e la conquista italiana di Coriza e Argirocastro terminarono i combattimenti sul fronte italo-greco con la richiesta di armistizio da parte dei generali greci.
Rientrato a Torino al termine della campagna di Grecia, nell'agosto 1941 assume la direzione del periodico quindicinale Vent’anni, sostituendo Ather Capelli. Il 6 giugno 1942 sostituisce Niccolò Nicchiarelli alla testa della 63ª Legione CC.NN. d'Assalto "Tagliamento", impegnata sul fronte russo in forza al XXXV Corpo d'armata, venendo decorato con la terza Croce di guerra al valor militare e una quarta Medaglia d'argento al valor militare, e con la Croce di Ferro di seconda classe tedesca.
Nei primi giorni del mese di dicembre 1942 lascia il comando della "Tagliamento" rientrando in Italia, giungendo a Torino il 18 dello stesso mese. Qui diviene docente di Cultura militare presso la Regia Università di Torino su incarico del Ministero dell'educazione nazionale. Il 4 maggio 1943 Mussolini lo nomina ispettore del PNF alle dirette dipendenze del Segretario nazionale del Partito, ma il 25 luglio, con la caduta del fascismo decade da tutti i suoi incarichi. Dopo l'armistizio dell'8 settembre 1943 aderì alla Repubblica Sociale Italiana entrando nel Partito Fascista Repubblicano torinese, e diviene componente del primo triumvirato federale. Il 23 ottobre gli giunge la nomina a Console generale e a Comandante della I Zona Camicie nere, poi rinominata I Zona Guardia Nazionale Repubblicana.
Chiamato direttamente da Mussolini quale membro del collegio giudicante del processo di Verona contro sei membri del Gran consiglio del fascismo che, nella seduta del 25 luglio 1943, avevano sfiduciato il Duce dalla carica di Presidente del Consiglio, rimase a Verona fino al termine del procedimento.
Alle 18:00 del giorno 12 gennaio 1944, di ritorno da Verona, mentre percorreva insieme al suo ufficiale d'ordinanza, centurione Clemente Fabiani, l'autostrada Milano–Torino a bordo di una Fiat 1500 condotta dall'autista Giacomo Ponte, giunta all'altezza del casello di Greggio, la macchina, a causa dello scoppio di uno pneumatico si capovolse, precipitando lungo la scarpata laterale della strada. Mentre il centurione e l’autista rimasero gravemente feriti e furono ricoverati immediatamente presso l'ospedale di Novara egli, che aveva battuto violentemente la testa, perse la vita e il suo corpo fu trasportato all'ospedale di Vercelli dove ricevette l'omaggio delle autorità. La salma fu successivamente  tumulata nel cimitero monumentale di Torino, dove si trova tuttora.

### Annotazioni
1. ↑  Nel 1929, otterrà la laurea di Dottore di Ingegneria Industriale Meccanica (sezione elettrotecnica).
2. ↑  Oltre a lui vi erano: Presidente del tribunale, Aldo Vecchini (avvocato, Console della Milizia Volontaria per la Sicurezza Nazionale (MVSN) ed ufficiale superiore dell'esercito); come Pubblico Accusatore, Andrea Fortunato (docente di diritto) e come Magistrato Inquirente, Vincenzo Cersosimo. I giudici furono: il generale Renzo Montagna, l'avvocato Enrico Vezzalini; l'operaio Celso Riva ex sansepolcrista, il seniore della Milizia Otello Gaddi, il console della Milizia Vito Casalinuovo e il professore Franz Pagliani. Membri supplenti: Ferdinando Collu, console, Pietro Calia, console, Guido Guidi, console.

### Fonti
1. ↑  Generals.
2. 1 2 3 4 5 6  Civico 20 News.
3. 1 2 3 4 5 6 7 8 9 10 11 12 13 14 15 16 17 18 19 20 21 22  Associazione Culturale Pensiero e Tradizione.
4. ↑  Supplemento Ordinario alla Gazzetta Ufficiale del Regno d'Italia n.277 del 27 novembre 1940, pag.5.
5. ↑  Supplemento Ordinario alla Gazzetta Ufficiale del Regno d'Italia n.306 del 30 dicembre 1941, pag.34.